# Høve (Odsherred Kommune)
 For alternative betydninger, se Høve. (Se også artikler, som begynder med Høve)
Høve er en landsby i Nordvestsjælland med 205 indbyggere i byområdet (2010). Høve er beliggende nær Sejerøbugten fem kilometer nord for Asnæs, 17 kilometer sydvest for Nykøbing Sjælland og 25 kilometer nordvest for Holbæk. Bebyggelsen tilhører Odsherred Kommune og er beliggende i Asnæs Sogn.

## Høve og den omkringliggende natur
Ved Høve mødes landevejen fra Asnæs med Nykøbing-Slagelse-hovedvejen. Høve ligger for foden af Esterhøj (89 m.o.h.), der er en oldtidshøj, hvorfra der er en storslået udsigt udover Sejerø-bugten og store dele af Lammefjorden. På toppen af Esterhøj er der placeret en mindesten til minde om Genforeningen med Sønderjylland i 1920. Tidligere havde Høve, som så mange andre landsbyer meget handelsliv – der var brugsforening, slagter, bager, maler og såmænd et lille museum. Selv om alt dette er væk, kan man dog stadig købe lidt mere specielle produkter som kakkelovne, gardiner og tørrede blomster.
Cirka en kilometer nord for Høve ligger Høve strand. Tidligere var området ned mod Sejerøbugten landsbyens overdrev, hvor dyrene gik på græs, men nu omkranses stranden af skov omkring sommerhuse. Høve Skov er ganske lille, men varierer meget mellem nåletræer, der oprindeligt blev plantet for at forhindre sandflugt og bøgetræer på morænebakker. Selve stranden er meget brugt til badeliv. I skovens østlige ende finder man en lille campingplads, mens man på nordsiden kan besøge en sommerrestaurant.

## Kulturen
Høve Friskole ligger i byens sydlige udkant med udsigt over Sejrøbugten. Skolen blev oprettet i 1874 af en gruppe forældre i Høve og omegn, der var blevet inspireret af de grundtvig-koldske tanker om en skole. Der går cirka 130 elever på skolen, hvilket gør den til et naturligt samlingssted i lokalmiljøet. Skolens sportshal bruges flittigt som festlokale.
Skaberen af Nordisk Film, Ole Olsens, gravsted findes lidt uden for Høve, cirka 100 meter vest for Esterhøj. Selve graven er en bronzealderhøj, som er blevet udgravet, og en dør til et nyt gravkammer tilføjet, med tilladelse fra Kulturministeriet. Gennem det lille vindue kan man skimte urnerne, der indeholder resterne af den berømte filmmand og hans hustru. Gravstedet besøges nemmest, hvis man parkerer sin cykel eller bil for foden af Esterhøj, og tager den korte tur til fods.